# Looking 4 Myself
Lookong 4 Myself – siódmy album studyjny amerykańskiego wokalisty Ushera. Został wydany 8 czerwca 2012 roku. Album wyda wytwórnia RCA Records po tym, jak w październiku 2011 roku, Usher rozwiązał kontrakt z J Records. Album promuje singiel "Climax", który zajął 17. miejsce na Billboard Hot 100. Usher stwierdził, że album będzie koncentrował się na nowym rodzaju muzyki, który artysta przedstawia jako "rewolucyjny pop". Nowy gatunek ma wykorzystywać elementy electronic, R&B i pop.

## Lista utworów
| #   | Tytuł                   | Gościnnie   | Producent                                       | Czas |
| --- | ----------------------- | ----------- | ----------------------------------------------- | ---- |
| 1.  | "Can't Stop Won't Stop" |             |                                                 |      |
| 2.  | "Scream"                |             | Max Martin, Shellback                           | 3:55 |
| 3.  | "Climax"                |             | Diplo                                           | 3:53 |
| 4.  | "I Care 4 U"            |             | Danja                                           |      |
| 5.  | "Show Me"               |             | Danja                                           |      |
| 6.  | "Lemme See"             | Rick Ross   | Jim Jonsin, Mr. Morris                          | 4:15 |
| 7.  | "Twisted"               | Pharrell    | The Neptunes                                    |      |
| 8.  | "Dive""                 |             | Rico Love, Jim Jonsin, Frank Romano, Mr. Morris |      |
| 9.  | "What Happened to U"    |             |                                                 |      |
| 10. | "Looking 4 Myself"      | Luke Steele | Empire of the Sun                               |      |
| 11. | "Numb"                  |             | Swedish House Mafia                             |      |
| 12. | "Lessons for the Lover" |             | Rico Love                                       |      |
| 13. | "Sins of My Father"     |             | Salaam Remi                                     |      |
| 14. | "Euphoria"              |             | Swedish House Mafia                             |      |